# 시게하라번
시게하라 번(일본어: 重原藩 시게하라한[*])은 미카와국의 일부(지금의 아이치현 지류시와 가리야시, 도요타시, 안조시의 일부)를 영유했던 번이다. 번청은 시게하라 진야.

## 역대 번주
이타쿠라가
후다이 2만 8천석
1. 이타쿠라 가쓰사토(板倉勝達) 재위 1869년 ~ 1871년